# Limnichites perforatus
Limnichites perforatus is een keversoort uit de familie dwergpilkevers (Limnichidae). De wetenschappelijke naam van de soort werd in 1889 gepubliceerd door Thomas Lincoln Casey.